# Conseil de la République
Pour les articles homonymes, voir Conseil de la République (homonymie).
Le Conseil de la République est la chambre haute du Parlement français sous la Quatrième République. Substitué au Sénat de la Troisième République par la Constitution du 27 octobre 1946, il siège à Paris, au palais du Luxembourg, du 24 décembre 1946, date d'entrée en vigueur de la Constitution, au 3 juin 1958.
Jusqu'en 1948, ses membres sont nommés les conseillers de la République. Ils sont ensuite de nouveau appelés « sénateurs ». Le rôle de la chambre est essentiellement consultatif (avis simple) ; elle se définit donc comme une chambre consultative. La Constitution du 4 octobre 1958 lui substitue l'actuel Sénat.

## Rétablissement du bicaméralisme
Les lois constitutionnelles de 1875 ayant été définitivement abrogées par le référendum du 21 octobre 1945 aboutissant à une Assemblée constituante, une réorganisation des pouvoirs publics est en marche. Si l'on décide de conserver le modèle bicaméral du Parlement (devenu une tradition dans la vie politique française depuis le Directoire), les constituants en revanche renoncent à rétablir le Sénat (en raison de la réputation déplorable qu'a laissée cette assemblée dans les décennies précédentes) et décident d'instituer à sa place un Conseil de la République dont les pouvoirs seront réduits. Il s'agit là d'un bicamérisme de façade, la Chambre des députés récupérant la totalité du pouvoir parlementaire.
En 1948, une loi rétablit pour le Conseil de la République le régime électoral de la IIIe République. En 1949, le droit d'interpellation est rétabli, sous la forme de « questions orales » qui ne mettent toutefois pas en jeu la responsabilité ministérielle. Le 7 décembre 1954, une révision constitutionnelle redonne au Conseil de la République son rôle législatif puisqu'il vote à nouveau la loi : la navette parlementaire est donc rétablie. Même si une procédure a été prévue pour donner le dernier mot à l'Assemblée nationale, celle-ci n'a pas été utilisée.

## Composition
En 1947, le Conseil de la République se compose de 315 conseillers : 200 sont élus en métropole, 14 en Algérie, 7 dans les départements d'outre-mer, 44 dans les territoires d'outre-mer, 3 pour le Maroc, 2 pour la Tunisie et 3 pour les Français de l'étranger. Le reste (1/6) est élu à la proportionnelle par l'Assemblée nationale.
À partir de 1948, tous les sièges sont désignés au scrutin indirect.
Par une résolution adoptée le 16 décembre 1948, les conseillers de la République décident qu’ils porteront dorénavant le titre de « sénateurs, membres du Conseil de la République »,,.

### Entrée des femmes au Sénat
Le droit de vote ayant été accordé aux femmes par le Comité français de libération nationale, par ordonnance du 21 avril 1944, 21 conseillères de la République (6,69 % des sièges) intègrent la Haute Assemblée le 24 décembre 1946.

## Élections
Les élections pour le renouvellement du Conseil de la République ont lieu quatre fois :
- le 7 novembre 1948, renouvellement général ;
- le 18 mai 1952, renouvellement pour moitié ;
- le 18 juin 1955, renouvellement pour moitié ;
- le 8 juin 1958, renouvellement pour moitié.

Les sénateurs élus en 1955 et 1958 sont en fonction jusqu'au 26 avril 1959. Ils siègent en session constitutive du Sénat, les 9 et 11 décembre 1958, puis en session extraordinaire du 15 au 22 janvier 1959.

## Présidence
Le Conseil de la République a eu 2 présidents :
- 1946 - 1947 : Auguste Champetier de Ribes (MRP)
- 1947 - 1958 : Gaston Monnerville (GD)